# Afriberina punctata
Afriberina punctata là một loài bướm đêm trong họ Geometridae.